# HSV Barmbek-Uhlenhorst
HSV Barmbek-Uhlenhorst is een Duitse voetbalclub uit Hamburg.

## Geschiedenis
De club ontstaat na een fusie tussen Barmbeck-Uhlenhorst Turnverein 1876, Männer Turnverein 1888 Barmbeck-Uhlenhorst en Barmbecker Turnverein 1902. Na de fusie was er een turn- en voetbaltak. Vanaf november 1925 werden de voetbaltak en de turntak van elkaar gescheiden. In 2011 degradeerde de club uit de Oberliga Hamburg, maar kon na één seizoen terugkeren.

## Prijzen
- Amateurliga Hamburg (II) Kampioen: 1963, 1966
- Bezirksliga Hamburg-Nord (VI) Kampioen: 1986
- Verbandsliga Hamburg-Hammonia (III) Kampioen: 1962
- Landesliga Hamburg-Hansa (VI) Kampioen: 1999, 2012
- Verbandsliga Hamburg (V) Kampioen: 2004

## Eindklasseringen vanaf 1955
| Seizoen | Competitie                    | Niveau | Eindstand | DFB Pokal | Opmerking                                                                               |
| ------- | ----------------------------- | ------ | --------- | --------- | --------------------------------------------------------------------------------------- |
| 1954/55 | Bezirksklasse Walddörfer      | IV     | 1         | --        |                                                                                         |
| 1955/56 | Verbandsliga Hamburg-Germania | III    | 6         | --        |                                                                                         |
| 1956/57 | Verbandsliga Hamburg-Germania | III    | 6         | --        |                                                                                         |
| 1957/58 | Verbandsliga Hamburg-Hammonia | III    | 3         | --        |                                                                                         |
| 1958/59 | Verbandsliga Hamburg-Hammonia | III    | 3         | --        |                                                                                         |
| 1959/60 | Verbandsliga Hamburg-Hammonia | III    | 2         | --        |                                                                                         |
| 1960/61 | Verbandsliga Hamburg-Hammonia | III    | 2         | --        |                                                                                         |
| 1961/62 | Verbandsliga Hamburg-Hammonia | III    | 1         | --        | promotie play off > USC Paloma Hamburg: 2-1                                             |
| 1962/63 | Amateurliga Hamburg           | II     | 1         | --        | 4e in promtiegroep B; promotie play-off > Leu Braunschweig: 2-1                         |
| 1963/64 | Regionalliga Nord             | II     | 18        | --        | invoering Bundes- en Regionalliga.                                                      |
| 1964/65 | Landesliga Hamburg            | III    | 4         | --        |                                                                                         |
| 1965/66 | Landesliga Hamburg            | III    | 1         | --        | 1e promotieserie groep B met Eintracht Bremen, Leu Braunschweig en 1. Schleswiger SV 06 |
| 1966/67 | Regionalliga Nord             | II     | 14        | --        |                                                                                         |
| 1967/68 | Regionalliga Nord             | II     | 14        | --        |                                                                                         |
| 1968/69 | Regionalliga Nord             | II     | 10        | --        |                                                                                         |
| 1969/70 | Regionalliga Nord             | II     | 10        | --        |                                                                                         |
| 1970/71 | Regionalliga Nord             | II     | 5         | --        |                                                                                         |
| 1971/72 | Regionalliga Nord             | II     | 4         | --        |                                                                                         |
| 1972/73 | Regionalliga Nord             | II     | 5         | 1e ronde  | <FC Bayern München: 1-4 thuis / 0-7 uit                                                 |
| 1973/74 | Regionalliga Nord             | II     | 5         | 1e ronde  | <KSV Hessen Kassel: 1-2 uit                                                             |
| 1974/75 | 2. Bundesliga Nord            | II     | 20        | 1e ronde  | <Sportfreunde Siegen: 1-2                                                               |
| 1975/76 | Oberliga Nord                 | III    | 15        | 2e ronde  | <Hassia Bingen: 2-3 n.v.                                                                |
| 1976/77 | Oberliga Nord                 | III    | 11        | --        |                                                                                         |
| 1977/78 | Oberliga Nord                 | III    | 5         | --        | 8e finale Duits amateurkampioenschap > Eintracht Frankfurt-amateurs: 1-3 / 3-2          |
| 1978/79 | Oberliga Nord                 | III    | 11        | --        |                                                                                         |
| 1979/80 | Oberliga Nord                 | III    | 11        | --        |                                                                                         |
| 1980/81 | Oberliga Nord                 | III    | 18        | --        |                                                                                         |
| 1981/82 | Verbandsliga Hamburg          | IV     | 14        | --        |                                                                                         |
| 1982/83 | Landesliga Hansa              | V      | 10        | --        |                                                                                         |
| 1983/84 | Landesliga Hansa              | V      | 16        | --        |                                                                                         |
| 1984/85 | Bezirksliga Nord              | VI     | 3         | --        |                                                                                         |
| 1985/86 | Bezirksliga Nord              | VI     | 1         | --        |                                                                                         |
| 1986/87 | Landesliga Hansa              | V      | 10        | --        |                                                                                         |
| 1987/88 | Landesliga Hansa              | V      | 10        | --        |                                                                                         |
| 1988/89 | Landesliga Hansa              | V      | 2         | --        |                                                                                         |
| 1989/90 | Verbandsliga Hamburg          | IV     | 13        | --        |                                                                                         |
| 1990/91 | Verbandsliga Hamburg          | IV     | 13        | --        |                                                                                         |
| 1991/92 | Verbandsliga Hamburg          | IV     | 16        | --        |                                                                                         |
| 1992/93 | Landesliga Hansa              | V      | 9         | --        |                                                                                         |
| 1993/94 | Landesliga Hansa              | V      | 5         | --        |                                                                                         |
| 1994/95 | Landesliga Hansa              | VI     | 6         | --        |                                                                                         |
| 1995/96 | Landesliga Hansa              | VI     | 3         | --        |                                                                                         |
| 1996/97 | Landesliga Hansa              | VI     | 3         | --        |                                                                                         |
| 1997/98 | Landesliga Hansa              | VI     | 4         | --        |                                                                                         |
| 1998/99 | Landesliga Hansa              | VI     | 1         | --        |                                                                                         |
| 1999/00 | Verbandsliga Hamburg          | V      | 10        | --        |                                                                                         |
| 2000/01 | Verbandsliga Hamburg          | V      | 5         | --        |                                                                                         |
| 2001/02 | Verbandsliga Hamburg          | V      | 8         | --        |                                                                                         |
| 2002/03 | Verbandsliga Hamburg          | V      | 12        | --        |                                                                                         |
| 2003/04 | Verbandsliga Hamburg          | V      | 1         | --        |                                                                                         |
| 2004/05 | Oberliga Nord                 | IV     | 15        | --        |                                                                                         |
| 2005/06 | Verbandsliga Hamburg          | V      | 6         | --        |                                                                                         |
| 2006/07 | Hamburg-Liga                  | V      | 5         | --        |                                                                                         |
| 2007/08 | Hamburg-Liga                  | V      | 6         | --        |                                                                                         |
| 2008/09 | Oberliga Hamburg              | V      | 7         | --        |                                                                                         |
| 2009/10 | Oberliga Hamburg              | V      | 13        | --        |                                                                                         |
| 2010/11 | Oberliga Hamburg              | V      | 15        | --        |                                                                                         |
| 2011/12 | Landesliga Hamburg#Hansa      | VI     | 1         | --        |                                                                                         |
| 2012/13 | Oberliga Hamburg              | V      | 11        | --        |                                                                                         |
| 2013/14 | Oberliga Hamburg              | V      | 13        | --        |                                                                                         |
| 2014/15 | Oberliga Hamburg              | V      | 3         | --        | Winnaar Hamburger Pokal > SC Condor Hamburg: 2-0                                        |
| 2015/16 | Oberliga Hamburg              | V      | 2         | 1e ronde  | < SC Freiburg: 0-5                                                                      |
| 2016/17 | Oberliga Hamburg              | V      | 13        | --        |                                                                                         |
| 2017/18 | Oberliga Hamburg              | V      | 8         | --        |                                                                                         |
| 2018/19 | Oberliga Hamburg              | V      | 6         | --        |                                                                                         |
| 2019/20 | Oberliga Hamburg              | V      | 3         | --        | competitie afgebroken i.v.m. coronapandemie                                             |
| 2020/21 | Oberliga Hamburg              | V      | 2         | --        | competitie na 6 wedstrijden afgebroken i.v.m. coronapandemie.                           |
| 2021/22 | Oberliga Hamburg              | V      | 17        | --        |                                                                                         |
| 2022/23 | Landesliga Hamburg#Hammonia   | VI     | 4         | --        |                                                                                         |
| 2023/24 | Landesliga Hamburg#Hammonia   | VI     | 4         | --        |                                                                                         |
| 2024/25 | Landesliga Hamburg#Hammonia   | VI     | 11        | --        |                                                                                         |
| 2025/26 | Landesliga Hamburg#Hansa      | VI     | .         | --        |                                                                                         |

## Bekende Speler
- Wereldkampioen Andreas Brehme speelde voor het eerste en het tweede team tot 1980.